# Sander de Bruijn
Sander de Bruijn (Bodegraven, 23 november 1981) is een Nederlands grafisch ontwerper bij attractiepark de Efteling.

## Biografie
De Bruijn studeerde aan het Grafisch Lyceum Utrecht en de Hogeschool voor de Kunsten Utrecht. Voor zijn eindexamenopdracht, de Pharmacie Zoologique, kreeg hij een prijs van het Prins Bernhard Cultuurfonds van de stad Utrecht. Hij begon al op zeventienjarige leeftijd bij de Efteling te werken, aanvankelijk als zomerkracht in de horeca. In 2005 kreeg hij de opdracht tot het maken van schetsen voor het Efteling Museum. Vervolgens hielp hij bij het uitdiepen van de wereld van de Efteling-mascotte Pardoes. Zijn eerste grote opdracht voor de Efteling was het ontwerp voor Raveleijn. Hij werd vervolgens aangesteld als hoofdontwerper voor Baron 1898 en Symbolica.
Sinds januari 2023 is De Bruijn bij de Efteling manager ontwerp en beleving. Buiten zijn werk voor de Efteling ontwierp hij een kunstwerk voor de editie van GLOW Festival in 2022. Voor wielerteam Jumbo-Visma ontwierp hij in 2023 het wielershirt voor de Ronde van Frankrijk.

## Portfolio
- Poorthuys, Efteling Bosrijk (2009)
- Raveleijn (2011)
- Polles Keuken (2012)
- Baron 1898 (2015)
- Symbolica (2017)
- De zes Zwanen (2019)
- Sirocco en Archipel (2022)
- De Prinses op de Erwt (2025)
- Efteling Grand Hotel (2025)

Lijst van attracties in de Efteling · Lijst van sprookjes in de Efteling · Afbeeldingen